# 기적의책
기적의책은 toonism이 2007년 10월 설립한 출판사이다. 상업성이 없다는 이유로 출판되지 않는 SF의 출간을 위해 설립되었다. 첫작품으로 에드가 라이스 버로우즈의 『화성의 공주(Princess of Mars)』를 출간하였다.

## 출간 목록
- 《화성의 공주》- 에드가 라이스 버로우즈, 최세민 옮김, 2008년 5월.
- 《반지 속으로》- 레이먼드 킹 커밍스, 최세민 옮김, 2009년 8월.